# José García Cortázar
José García Cortázar, conocido como Padre Cortázar (Arlanzón (Burgos), 3 de febrero de 1892 - San Sebastián (Guipúzcoa), 16 de septiembre de 1965), fue un sacerdote católico español, capellán mayor en la División Azul en la Unión Soviética durante la Segunda Guerra Mundial.

## Biografía
Realiza el Servicio Militar entre agosto de 1913 hasta abril de 1915 cuando fue licenciado. Ingresa en el Cuerpo Eclesiástico el 7 de febrero de 1921 siendo destinado al Batallón de Cazadores Arapiles n.º 9 participando en la guerra del Rif en la zona de Xauen. En 1923 fue destinado al Tercio de Extranjeros llegando a estar bajo las órdenes del entonces teniente coronel Francisco Franco el la 3ª Bandera del Tercio.

## Golpe de Estado
El 19 de julio de 1936, figuraba como disponible en la VI División Orgánica,  presentándose  como voluntario en la ciudad de Burgos para prestar  sus servicios religiosos en el frente. Con permiso de su obispo Manuel de Castro Alonso marcha al frente para entrar en combate en el puerto de Somosierra. Por su destacada actuación a lo largo de la campaña fue nombrado inspector del Clero Castrense del Frente de Madrid, que recorrió de punta a punta, levantando la moral de los sacerdotes católicos que de él dependían.

## Segunda Guerra Mundial
Comandante de la Dirección de Reclutamiento y Personal, en marzo de 1942 se presenta como voluntario en Sevilla para acudir a la División Azul con la intención de combatir el bolchevismo. Releva al padre Joaquín Mur Callao al frente de los Servicios Religiosos de la División. Participa en la batalla de Krasny Bor durante el Sitio de Leningrado, siendo relevado y regresando a España el 18 de marzo de 1943.

## Coronel capellán
Continúa su carrera en la Dirección General de Enseñanza y en la Vicaría de la  Región Militar, retirándose en 1957 con el empleo de coronel capellán. En 1952 obtiene la licenciatura en Derecho Canónico.

## Recompensas
- Cruz Roja de la Orden del Mérito Militar.
- Cruz al Mérito de Guerra, de 1º y de 2ª Clase, condecoraciones alemanas.